# Alejandra Salazar
Pour les articles homonymes, voir Salazar.
Alejandra Salazar Bengoechea, plus connue sous le nom d'Alejandra Salazar, née le 31 décembre 1985 à Madrid (Espagne) est une joueuse de padel professionnel espagnole.
Elle est l'une des joueuses les plus titrés du padel, avec 6 titres de championnes du monde et 52 titres sur le circuit World Padel Tour, un record.
Elle occupe fin 2023 la 7e position au classement World Padel Tour et la 7e également au classement Fédération internationale de padel. Elle est droitière et joue sur le côté droit.

## Biographie

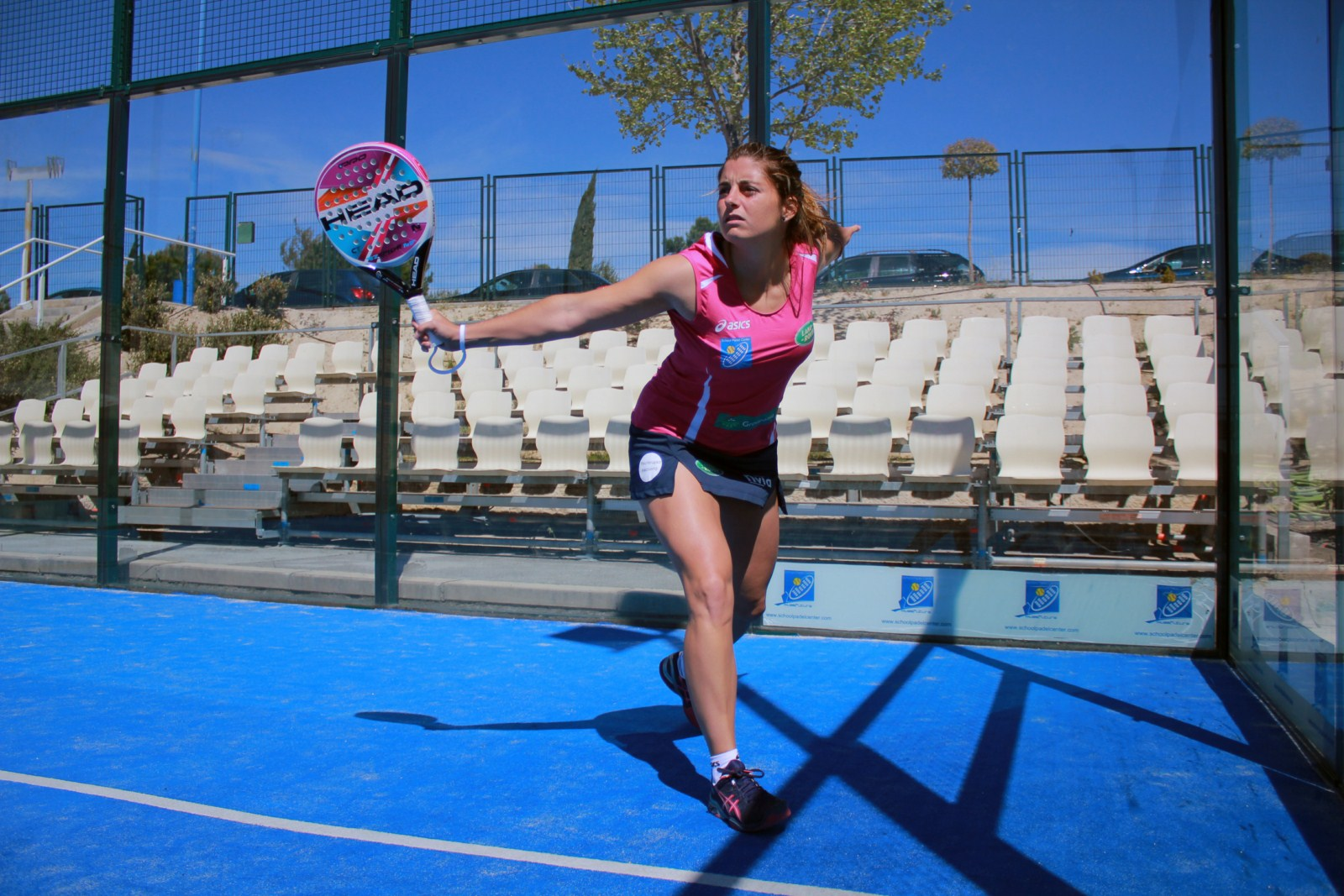
Ale Salazar à l'entrainement

Née à Madrid, elle commence le padel très jeune, en prenant son premiers cours dès l'âge de 8 ans, mais pratique également le basket-ball jusqu'à ses 15 ans, âge auquel elle décide de se consacrer entièrement au padel.
Elle commence son aventure professionnelle en jouant avec une autre madrilène, Icíar Montes, avant de faire équipe avec Marta Marrero de 2015 à 2018, puis avec sa rivale Ariana Sánchez.
De 2021 à août 2023, elle règne sur le padel féminin en duo avec Gemma Triay en remportant 23 tournois sur le circuit World Padel Tour en un peu plus de deux saisons. Elle évolue ensuite avec la portugaise Sofia Araújo depuis septembre 2023.
Elle a atteint à quatre reprises la 1re place mondiale : en 2009 avec Carolina Navarro (à l'époque du Padel Pro Tour), avec Marta Marrero en 2016 puis avec Gemma Triay en 2021 et 2022. Pendant plus d'une décennie, elle a toujours été, avec ses différents partenaires, la paire numéro 1 ou numéro 2 au classement mondial. Pour toutes ces raisons, elle est souvent considérée comme la meilleure joueuse de padel de l'histoire.
Sa carrière ne l'a néanmoins pas exemptée de blessures, avec une rupture des ligaments croisés aux deux genoux, une myocardite ou encore une blessure au coude en 2023 qui l'a forcée à se faire opérer, et à s'éloigner quelques mois des terrains.
Elle confirme en 2024 son statut de légende du padel en remportant un septième championnat du monde, un record, alors que sa première participation à l'épreuve remonte à 2004, soit vingt ans plus tôt.
Elle évolue pour la saison 2025 avec Veronica Virseda.

## Titres

### Championnat du monde de padel
Avec sept couronnes mondiales, Alejandra Salazar est la joueuse de padel (tous genres confondus) la plus titrée, devant Fernando Belasteguín et ses six trophées.
| N.º | Année | Ville hôte        | Adversaires en finale | Résultat |
| --- | ----- | ----------------- | --------------------- | -------- |
| 1.  | 2010  | Cancún            | Argentine             | 2-1      |
| 2.  | 2014  | Palma de Majorque | Argentine             | 3-0      |
| 3.  | 2016  | Cascais           | Argentine             | 3-0      |
| 4.  | 2018  | Asuncion          | Argentine             | 2-0      |
| 5.  | 2021  | Doha              | Argentine             | 3-0      |
| 6.  | 2022  | Dubaï             | Argentine             | 2-0      |
| 7.  | 2024  | Doha              | Argentine             | 2-0      |

### World Padel Tour
| N.º | Année | Tournoi              | Catégorie    | Partenaire     | Adversaires en finale                     | Résultat            |
| --- | ----- | -------------------- | ------------ | -------------- | ----------------------------------------- | ------------------- |
| 1.  | 2013  | Madrid               | Master Final | Icíar Montes   | Patricia Llaguno Elisabet Amatriain       | 6-4 / 4-6 / 6-4     |
| 2.  | 2014  | Barcelone            | Open         | Icíar Montes   | Mapi Sánchez Alayeto Majo Sánchez Alayeto | 1-6 / 6-3 / 6-3     |
| 3.  | 2014  | Alcobendas           | Open         | Icíar Montes   | Carolina Navarro Cecilia Reiter           | 7-6 / 6-2           |
| 4.  | 2014  | Séville              | Open         | Icíar Montes   | Catalina Tenorio Marta Marrero            | 6-7 / 7-6 / 6-2     |
| 5.  | 2015  | San Fernando         | Open         | Marta Marrero  | Mapi Sánchez Alayeto Majo Sánchez Alayeto | 4-6 / 7-6 / 7-5     |
| 6.  | 2015  | Valence              | Master       | Marta Marrero  | Carolina Navarro Cecilia Reiter           | 6-4 / 6-4           |
| 7.  | 2015  | Madrid               | Master Final | Marta Marrero  | Majo Sánchez Alayeto Mapi Sánchez Alayeto | 6-2 / 6-3           |
| 8.  | 2016  | Valence              | Master       | Marta Marrero  | Mapi Sánchez Alayeto Majo Sánchez Alayeto | 6-2 / 7-6           |
| 9.  | 2016  | Las Rozas de Madrid  | Open         | Marta Marrero  | Mapi Sánchez Alayeto Majo Sánchez Alayeto | 6-3 / 2-6 / 6-1     |
| 10. | 2016  | Montecarlo           | Master       | Marta Marrero  | Elisabet Amatriain Patricia Llaguno       | 6-0 / 6-2           |
| 11. | 2016  | Séville              | Open         | Marta Marrero  | Lucía Sainz Gemma Triay                   | 6-3 / 7-5           |
| 12. | 2016  | La Corogne           | Open         | Marta Marrero  | Elisabet Amatriain Patricia Llaguno       | 6-4 / 6-3           |
| 13. | 2016  | Saragosse            | Open         | Marta Marrero  | Mapi Sánchez Alayeto Majo Sánchez Alayeto | 7-5 / 6-4           |
| 14. | 2016  | Saint-Sébastien      | Open         | Marta Marrero  | Mapi Sánchez Alayeto Majo Sánchez Alayeto | 6-3 / 6-2           |
| 15. | 2018  | Alicante             | Open         | Marta Marrero  | Mapi Sánchez Alayeto Majo Sánchez Alayeto | 6-3 / 7-6           |
| 16. | 2018  | Lugo                 | Open         | Marta Marrero  | Mapi Sánchez Alayeto Majo Sánchez Alayeto | 6-2 / 6-3           |
| 17. | 2018  | Madrid               | Women Open   | Marta Marrero  | Mapi Sánchez Alayeto Majo Sánchez Alayeto | 6-2 / 4-6 / 6-4     |
| 18. | 2018  | Bilbao               | Open         | Marta Marrero  | Mapi Sánchez Alayeto Majo Sánchez Alayeto | 6-3 / 2-6 / 6-4     |
| 19. | 2018  | Murcie               | Open         | Marta Marrero  | Mapi Sánchez Alayeto Majo Sánchez Alayeto | 7-5 / 4-6 / 6-1     |
| 20. | 2018  | Madrid               | Master Final | Marta Marrero  | Mapi Sánchez Alayeto Majo Sánchez Alayeto | 6-3 / 6-2           |
| 21. | 2019  | Alicante             | Open         | Ariana Sánchez | Majo Sánchez Alayeto Delfina Brea         | 6-2 / 7-5           |
| 22. | 2019  | Jaén                 | Open         | Ariana Sánchez | Marta Marrero Marta Ortega                | 7-5 / 2-6 / 7-5     |
| 23. | 2019  | Valladolid           | Master       | Ariana Sánchez | Marta Marrero Marta Ortega                | 5-7 / 6-1 / 6-4     |
| 24. | 2019  | Mijas                | Open         | Ariana Sánchez | Ana Catarina Nogueira Paula Josemaría     | 6-3 / 6-4           |
| 25. | 2019  | Barcelone            | Master Final | Ariana Sánchez | Marta Marrero Marta Ortega                | 7-5 / 3-6 / 7-6     |
| 26. | 2020  | Estrella Damm Madrid | Open         | Ariana Sánchez | Lucía Sainz Gemma Triay                   | 6-2 / 6-3           |
| 27. | 2020  | Valence              | Open         | Ariana Sánchez | Marta Marrero Paula Josemaría             | 7-5 / 7-6           |
| 28. | 2020  | Minorque             | Open         | Ariana Sánchez | Lucía Sainz Gemma Triay                   | 3-6 / 6-1 / 6-2     |
| 29. | 2021  | Alicante             | Open         | Gemma Triay    | Paula Josemaría Ariana Sánchez            | 6-0 / 6-1           |
| 30. | 2021  | Valladolid           | Master       | Gemma Triay    | Paula Josemaría Ariana Sánchez            | 6-3 / 6-3           |
| 31. | 2021  | Malaga               | Open         | Gemma Triay    | Delfina Brea Tamara Icardo                | 7-5 / 6-2           |
| 32. | 2021  | Sardegna             | Open         | Gemma Triay    | Paula Josemaría Ariana Sánchez            | 6-7 / 6-3 / 6-1     |
| 33. | 2021  | Barcelone            | Master       | Gemma Triay    | Lucía Sainz Beatriz González              | 6-1 / 6-2           |
| 34. | 2021  | Lugo                 | Open         | Gemma Triay    | María Virginia Riera Patricia Llaguno     | 6-1 / 6-4           |
| 35. | 2021  | Minorque             | Open         | Gemma Triay    | Lucía Sainz Marta Marrero                 | 4-6 / 6-4 / 6-3     |
| 36. | 2021  | Cordoue              | Open         | Gemma Triay    | Paula Josemaría Ariana Sánchez            | 6-7 / 6-4 / 6-4     |
| 37. | 2022  | Miami                | Open         | Gemma Triay    | Ariana Sánchez Paula Josemaría            | 6-2 / 6-2           |
| 38. | 2022  | Reus                 | Open         | Gemma Triay    | Ariana Sánchez Paula Josemaría            | 6-3 / 6-7 / 6-1     |
| 39. | 2022  | Alicante             | Open         | Gemma Triay    | Ariana Sánchez Paula Josemaría            | 6-2 / 3-6 / 6-4     |
| 40. | 2022  | Bruxelles            | Open         | Gemma Triay    | María Virginia Riera Patricia Llaguno     | 4-6 / 6-3 / 6-0     |
| 41. | 2022  | Toulouse             | Open         | Gemma Triay    | Ariana Sánchez Paula Josemaría            | 7-6 / 6-4           |
| 42. | 2022  | Valladolid           | Master       | Gemma Triay    | Ariana Sánchez Paula Josemaría            | 6-3 / 3-6 / 6-0     |
| 43. | 2022  | Valence              | Open         | Gemma Triay    | Delfina Brea Tamara Icardo                | 6-4 / 4-6 / 7-6     |
| 44. | 2022  | Santander            | Open         | Gemma Triay    | Ariana Sánchez Paula Josemaría            | 6-2 / 6-1           |
| 45. | 2022  | Minorque             | Open         | Gemma Triay    | Ariana Sánchez Paula Josemaría            | 6-1 / 7-5           |
| 46. | 2022  | Malmö                | Open         | Gemma Triay    | Ariana Sánchez Paula Josemaría            | 6-4 / 7-5           |
| 47. | 2022  | Mexico               | Open         | Gemma Triay    | Ariana Sánchez Paula Josemaría            | 6-3 / 7-6           |
| 48. | 2022  | Barcelone            | Master Final | Gemma Triay    | Ariana Sánchez Paula Josemaría            | 3-6 / 6-4 / 6-4     |
| 49. | 2023  | La Rioja             | Open         | Gemma Triay    | Marta Ortega Beatriz González             | 6-7 / 6-4 / 6-1     |
| 50. | 2023  | Santiago             | Open         | Gemma Triay    | Jessica Castelló Claudia Jensen           | 6-1 / 1-0, blessure |
| 51. | 2023  | Asuncion             | Open         | Gemma Triay    | Ariana Sánchez Paula Josemaría            | 7-6 / 7-6           |